# (9916) Kibirev
(9916) Kibirev est un astéroïde de la ceinture principale.

## Description
(9916) Kibirev est un astéroïde de la ceinture principale. Il fut découvert le 3 octobre 1978 à Naoutchnyï par Nikolaï Tchernykh. Il présente une orbite caractérisée par un demi-grand axe de 2,85 UA, une excentricité de 0,09 et une inclinaison de 1,0° par rapport à l'écliptique.

## Compléments